# Louis Albert Adroit
Louis-Albert Adroit (* 27. November 1875 in Cirey-sur-Blaise; † 19. Dezember 1946 in Angers) war ein französischer Kapellmeister, Musikpädagoge und Komponist.

## Leben
Albert Adroit Eltern waren die in Cirey-sur-Blaise wohnhaften Pierre Stepan Adroit (1840–1892), von Beruf Dresseur, und Catherine Robinet (1834–1892). Am 22. November 1898 heiratete er in Ambleny Marie Ismerie Marchal (* 1876) von der er am 3. Juli 1918 geschieden wurde. Am 24. Dezember 1920 heiratete er in Baugé Marthe Josephine Maury.
1901 war Albert Adroit Chef de musique in Warmeriville. 1912 war er dekorierter Officier d’academie. 1912 war er Musiklehrer an einer Schule in Baugé Maine-et-Loire. Am 4. Februar 1922 war er dekorierter Officier de l’Instruction publique. 1924 trat er als Musikverleger mit der Edition Adroit-Maury in  Baugé in Erscheinung. 1937 arbeitete er für Radio Liberté in Angers. Im Juni 1938 war künstlerischer Leiter des Concours international de musique d’Angers. Am 23. Dezember 1946 wurde er in Cirey-sur-Blaise.

## Werke (Auswahl)
- Warmeriville, Marsch für Militärmusik, publiziert bei A. Dubois, 1904 OCLC 843193297
- Carillon joyeux, Fantasie für Militärmusik, publiziert bei A. Dubois, 1905 OCLC 843193286
- Excelsior! Cortège-marche für Militärmusik, publiziert bei A. Dubois, 1906 OCLC 843193289
- Brillantine. Fantaisie mazurka pour piston et bugle solo und Militärmusik, publiziert bei A. Dubois, 1906 OCLC 843193285
- Palais de cristal, Polka für Piston (Zwei pistons ad libitum) mit Klavierbegleitung, publiziert bei A. Dubois, 1906 OCLC 1053795930
- Etoile, Mélodie für Gesang und Klavier. Text: Fernand Gregh, Société des auteurs modernes, Paris, 1910 OCLC 843193288
- Junon, Ouverture für Blasorchestern B, publiziert bei F. Andrieu, Paris, 1912 OCLC 843193293
- Le Joyeux, Pas redoublé für Blasorchester in B, publiziert bei  L. Billaudot, Paris, 1913 OCLC 843193291
- Gavotte mignonne für Orchester, Édition Adroit-Maury, Baugé, 1924 OCLC 843193284
- Anita, Schottisch espagnole für Orchester, Édition Adroit-Maury, Baugé, 1924 OCLC 843193284
- Vers l’idéal, Ouverture symphonique für Blasorchester mit Saxophon, Éditions Francis Moulin, Cannes, 1927 OCLC 843193295. Moderne Ausgabe beim Musikverlag Molenaar
- Les Vendanges à Pierre-Bise für Blasorchester, publiziert bei Buffet-Crampon, Paris, 1938 OCLC 843193294
- Hourra! Angers, Marsch für Blasorchester mit Gesang ad libitum in B, publiziert bei Buffet-Crampon, Paris, 1938 OCLC 843193290
- Allégresse, Pas redoublé für Blasorchester, publiziert bei  L.A. Béthune, Paris, 1942 OCLC 843193282
- Ophelia, Ouverture romantique für Blasorchester, publiziert bei  L.A. Béthune, Paris, 1947 OCLC 231730263
- Tarsicius, Drame lyrique en 3 actes, Prelude für Blasorchester, publiziert um 1950 OCLC 732262751